# خالد العسري
د. خالد العسري هو كاتب وأكاديمي مغربي وهو رئيس مجلة "سراج" اللندنية.

## مسيرته المهنية
حصل خالد العسري على إجازتين في الأدب العربي، والقانون العام. يعمل أستاذا لمادة الفلسفة. استكمل دراسته الجامعية وحصل على الدكتوراه في القانون الدستوري والعلوم السياسية، وعمل محرراً بمجلة منار الهدى، ونُشرت له بالمجلة العديد من الدراسات التي تتعلق بالشأن السياسي والحركات الإسلامية في المغرب، ومن أبرز كتبه:
- تحت السلطة: أزمة التمثيلية الانتخابية في المغرب)2019)
- علم السياسة: مقدمات ومحاضرات (2019)
- التربية والشورى: الأسئلة الحرجة (2011)
- الشورى المغيبة: الشورى بين نصوص الوحي ومسارات التاريخ (2007)
شارك في العديد من الملتقيات الأكاديمية الدولية، وحصل على الجائزة العربية للأبحاث والدراسات السياسية بتونس سنة 2014، في بحث تحت عنوان: «تدبير المراحل الامتقالية: رحلة نحو غد مبهم».
نشرت له مجموعة من الدراسات التي تهم الفكر الإسلامي، ومن أهمها:
- الدعوة والدولة.. بين نشأة الخلاف ومشروع الائتلاف
- بحثٌ عن تنظيم الخلاف ضمن مرجعية فكرية موحدة
- جماعة العدل والإحسان تصحيح المسار التاريخي للأمة
- حوار مستأنف مع الفضلاء الديمقراطيين

كما نُشرت له العديد من الدراسات والمقالات في عدد من الصحف والمجلات والمواقع الإلكترونية المحلية والعربية الأخرى، ومن بينها مجلة نوافذ، وموقع الجماعة، وموقع مدرسة الإمام المجدد عبد السلام ياسين، وموقع الحوار المتمدن.

## كتاباته ومؤلفاته
ألّف خالد العسري العديد من المؤلفات، ومنها:
- التربية والشورى.. الأسئلة الحرجة: صدر عام 2011 عن دار السلام للطباعة والنشر والتوزيع والترجمة بالقاهرة.[4]
- الشورى المغيبة.. الشورى بين نصوص الوحي ومسارات التاريخ: صدر عام 2007 عن دار السلام للطباعة والنشر والتوزيع والترجمة بالقاهرة.[5][6]

كما ضُمنت دراسة له بعنوان «انتخابات 7 أكتوبر 2016 وسؤال الحياد والنزاهة» في المؤلف الجماعي الذي أصدره مركز تكامل للدراسات والأبحاث عام 2016.

## التكريمات والجوائز
حظي الكاتب خالد العسري بتكريم العديد من الجهات المحلية والعربية، وحصل على عدة جوائز علمية وأدبية من أهمها:
- الجائزة الثالثة في العلوم الاجتماعية من المركز العربي للعلوم عام 2014.[8]